# 流転の王妃・最後の皇弟
『流転の王妃・最後の皇弟』（るてんのおうひ・さいごのこうてい）は、「テレビ朝日開局45周年記念ドラマ」として、同局系列で2003年11月29日・11月30日と2日間に亘り、延べ5時間半（放映時間の単純合計）に亘って放送された大型テレビドラマである。

## 概要
中国・清朝最後の皇帝である愛新覚羅溥儀の実弟・溥傑と、その下へ嫁いだ日本の嵯峨侯爵家の娘・浩の夫婦愛と苦難の歴史を描く。第2部では視聴率25％（関東地区）を獲得し、エランドール賞の2004年作品賞など、数々の賞に輝いた。2004年2月25日にはDVD化もされている。
主演は、竹野内豊と常盤貴子。『理想の結婚』以来6年ぶりの共演となる。
北京市の紫禁城で実際にロケを決行している。ロケの8割は中国で撮影する予定であったが、SARS流行の影響で当面中国への渡航が禁止になる。急遽、東京の中央区勝どきに新京の街並みや満州国帝宮を再現したオープンセットが製作され、テレビ朝日本社スタジオにも帝宮・同徳殿のホール内部が完全再現された。撮影には3か月半が費やされ、国内ロケは九州から北海道に及んだ。
溥傑役の竹野内の演技も評判が良く、また溥儀役には本場中国からベテラン俳優の王伯昭を呼び寄せている。
常盤貴子はこれが2作目の中国語での演技となるが、北京語は初であった。広東語とは微妙にニュアンスが異なるので苦戦していた。
竹野内豊はこの作品の為に散髪して、北京語をマスターして役作りに徹底的にこだわった。

## ストーリー
公卿の名門正親町三条家の血筋として明治天皇の生母である中山慶子に繋がり皇室とも縁戚関係にあった、嵯峨侯爵家令嬢の浩（ひろ）は日本軍の策略で、満州国皇帝の弟で日本での軍事教育を受けるため陸軍歩兵学校に留学していた愛新覚羅溥傑と政略結婚させられることとなる。最初は反発したが、溥傑の誠実な人柄に惹かれ結婚を承諾する。しかしそれが流転の人生の幕開けでもあった…。

## キャスト
- 竹野内豊…愛新覚羅溥傑（あいしんかくら・ふけつ）
- 常盤貴子…愛新覚羅浩（あいしんかくら・ひろ）

- 王伯昭…愛新覚羅溥儀（あいしんかくら・ふぎ）

- 反町隆史…桜井哲士（溥傑の先輩軍人）・・・創作
- 江角マキコ…愛新覚羅顕于（別名：川島芳子）
- 木村佳乃…ハル（浩の友人）・・・創作
- 早瀬英里奈…愛新覚羅慧生（あいしんかくら・えいせい）
- 早河瑠花…愛新覚羅慧生（2ヶ月）
- 山越毬花…愛新覚羅慧生（5ヶ月）
- 森迫永依…愛新覚羅慧生（4歳）
- 鶴田明巳…愛新覚羅慧生（6歳～9歳）
- 市川由衣…愛新覚羅嫮生（あいしんかくら・こせい）
- 谷部実紅…愛新覚羅嫮生（2歳）
- 山口美香…愛新覚羅嫮生（4～7歳）
- 劉丹…婉容皇后（えんようこうごう）
- 西島千博…陳藩（溥儀の側近）・・・創作
- 椋木美羽…三格格（溥儀の妹）
- 伊東美咲…他他拉貴人（溥儀の側室）
- 浜田学…李順豊（中国人留学生、ハルの夫）・・・創作
- 岩崎ひろみ…嵯峨幹子（浩の妹）
- 黄愛玲…瓜爾佳氏（溥儀・溥傑の母）
- 李雨禹…溥傑（12～14歳）
- 韓国飛…溥儀（13～15歳）
- 薄宏…張（満州国要人）・・・創作
- 段田安則…工藤正二中将（皇帝御用掛）・・・モデルは吉岡安直（テレビ朝日「流転の王妃・最後の皇弟」ホームページ インタビューvol.5段田安則 - ウェイバックマシン（2007年6月1日アーカイブ分））
- 竹中直人…甘粕正彦（満州映画協会理事長）
- 仲村トオル…遠山久信中佐・・・実在の満州駐留軍人を脚色、上海で拘束中の浩と嫮生を救出する場面は田中徹雄がモデル
- 天海祐希…李香蘭（本名：山口淑子）
- 中丸新将…竹田宮恒徳王殿下
- かとうかずこ…竹田宮光子妃殿下
- 上田耕一…本庄繁陸軍大将（関東軍司令官）
- 久本雅美…お菊（皇室御用達の美容師）
- 草笛光子…皇太后節子（貞明皇后）：大正天皇の皇后、昭和天皇の母
- 野際陽子…嵯峨尚子（浩の母）
- 北村総一朗…嵯峨実勝侯爵（浩の父）
- 上杉二美…本庄梅子
- 宮沢美保…二条友紀子
- 翁華栄…主人（食堂）
- 李丹…女将さん（食堂）
- 渡辺哲…関東軍参謀
- 仙道敦子…ナレーション

## スタッフ
- 原作：愛新覚羅浩『「流転の王妃」の昭和史』（主婦と生活社）・愛新覚羅溥傑『溥傑自伝』（河出書房新社）[3]
- 脚本…龍居由佳里
- 監督…藤田明二（共同テレビ）
- 音楽…葉加瀬太郎
- 中国ロケ協力…北京市観光局
- 日本ロケ協力…北海道ロケーションサービス、宗谷支庁、稚内市、豊富町、士別市、旭川コンベンションビューロー、上士幌町、さっぽろフィルムコミッション、東日本海フェリー、東京ロケーションボックス、千葉県フィルムコミッション、横浜フィルムコミッション、北九州フィルムコミッション、西日本工業倶楽部　ほか
- 監督補…萩原孝昭
- 助監督…常廣丈太（テレビ朝日）、小池哲夫、小林祐介、工藤貴紀、府川亮介、山形亮介
- AP…奥住尚弘・中川慎子・木下はるか（テレビ朝日）
- 中国サイド協力プロデューサー…李晨生、任小燕（中国メディア株式会社）
- 制作担当…牧義寛（シネハウス）
- 制作主任…石井仁朗、谷正光、佐々木治
- 制作進行…松村真子、高橋久美子
- 制作進行助手…新井富美子
- スチル…森田俊明
- 編成担当…上田めぐみ・樽井勝弘・松久智治（テレビ朝日）
- 擬闘…佐々木修平
- 操演…タカハシレーシング
- 車輌…ファン
- 技術協力…バスク
- 美術協力…テレビ朝日クリエイト、俳優座劇場
- 音楽協力…テレビ朝日ミュージック
- 美粧協力…かつら清老舗
- 制作統括…早河洋（テレビ朝日）
- チーフプロデューサー…五十嵐文郎（テレビ朝日）
- プロデューサー…中込卓也（テレビ朝日）、飯塚正彦、森雅弘
- 制作著作…テレビ朝日

## 主なロケ地

### 中国
- 紫禁城

### 日本
- 士別市
- 旧松本家住宅
- いなげの浜
- 千葉市 ゆかりの家・いなげ[2]
- 文翔館

## テレビドラマでの設定と原作・史実との相違点
| 題材                                                               | ドラマでの設定 | 原作・史実 |
| ------------------------------------------------------------------ | --- | --- |
| 浩が結婚前に生活していた家、溥傑と浩の見合い場所                   | 両親や妹ともに実家の嵯峨家で生活。溥傑と浩の見合いも実家の嵯峨家で行われた。 | 母方の祖母の家で両親や妹・弟とは別に生活。見合い場所も祖母の家で行われた（原作『「流転の王妃」の昭和史』）。                                                                                         |
| 浩が長女の慧生を妊娠した場所・時期                                 | 日本の千葉県・稲毛での新婚生活を終えて、満州国の首都・新京に渡航してから妊娠。 | 日本の稲毛での新婚生活中に妊娠し、妊娠した状態で渡満（原作『「流転の王妃」の昭和史』・『溥傑自伝』）。                                                                                               |
| 日本の陸軍大学校に赴任していた溥傑が慧生を残して新京に帰郷した時期 | 昭和20年（1945年）1月。 | 実際は昭和19年（1944年）12月。（※原作『「流転の王妃」の昭和史』・『溥傑自伝』は昭和20年2月になっているが、『溥傑自伝』に昭和19年12月の誤りと注釈あり）。                                             |
| 終戦から流転生活のはじまり                                         | ソ連対日参戦により、浩・嫮生は首都・新京の自宅から宮廷に移り住みそこで終戦を迎える。終戦後暴民が宮廷に乱入し、川島芳子が暴民と戦っている間に脱出し、何日も歩き続けて数百km離れた臨江に落ち着く。 | ソ連対日参戦後首都を放棄して臨江の近くの大栗子まで列車で移動し、そこの仮の住まいで終戦を迎える。終戦後大栗子で暴民に襲われることが何日も続いたため、臨江へ逃れた（原作『「流転の王妃」の昭和史』）。 |

## エピソード
主演としてヒロインの愛新覚羅浩を演じた常盤貴子は、1988年に映画『ラストエンペラー』（溥儀の生涯を描いた映画で浩や溥傑等も登場）が公開された頃、溥傑・浩夫婦の孫（次女 嫮生の次男）と中学校で同級生であった。彼自身は何も言わなかったが、クラスメイトたちには彼の祖父に関わる話として知られていた。常盤は席順が彼の前になったこともあり、そのときいろいろ質問したが返答してくれなかった。
常盤はのちに『「流転の王妃」の昭和史』を読んで彼のいきさつについて知る。また、常盤が同書を読み返すために、友人から本を受け取った翌日に、このドラマの企画書を頂き、「すごいタイミングだなぁ」と思ったという。